# Eudoksos z Knidos
Eudoksos z Knidos gr. Εὔδοξος ὁ Κνίδιος Eudoksos ho Knidios (ur. ok. 408 p.n.e. w Knidos, zm. ok. 355 p.n.e. tamże) – grecki uczony: matematyk, astronom, geograf i filozof pochodzący z Karii (w późniejszej Azji Mniejszej).

## Życiorys
Jego szczegółowa biografia znana jest z Żywotów słynnych filozofów Diogenesa Laertiosa. Pomimo że Laertios tworzył ponad sześćset lat po Eudoksosie, jego relacja jest w miarę wiarygodna. Wiadomo, że korzystał z tekstów wcześniejszych historyków, które nie zachowały się do naszych czasów, a na których często się powołuje. Np. z cytowanej przez Laertiosa Chronologii Apollodorosa z Aten, wiadomo że lata świetności Eudoksosa przypadają na 103. olimpiadę. Wiedząc, że żył 53 lata przyjąć można, iż urodził się ok. 408 p.n.e., a zmarł ok. 355 p.n.e.
Eudoksos pochodził z Knidos w Karii, i był synem Aischinesa (Aeschinesa). Jego nauczycielami byli matematyk Archytas z Tarentu i medyk Filistion z Lokroj. Jako dwudziestotrzylatek studiował w Akademii Platońskiej, by po dwóch miesiącach wypłynąć do Egiptu z listem polecającym króla Sparty Agesilaosa do faraona Nektanebo. Spędził tam szesnaście miesięcy pobierając nauki od miejscowych kapłanów z Heliopolis, po czym udał się do Kyzikos nad Morzem Marmara, gdzie utrzymywał się dając wykłady. Po jakimś czasie z liczną grupą uczniów wyruszył ponownie do Aten, zatrzymując się po drodze w Halikarnasie na dworze króla Mauzolosa. Wiadomo, że z jakiegoś powodu był skłócony z Platonem. Po powrocie do swojego rodzinnego Knidos dał się poznać jako utalentowany legislator. Miał syna Aristagorasa i trzy córki Aktis, Filtis i Delfis. Jego wnuk Chrysippos uczeń Atliosa pozostawił po sobie medyczny traktat dotyczący okulistyki.

## Działalność

### Matematyka

Metoda wyczerpywania

Ostrosłup prawidłowy czworokątny

Eudoksos w znacznej mierze przyczynił się do sformułowania teorii proporcji, która zakończyła pierwszy kryzys w rozwoju nauk matematycznych. Kiedy pod koniec V wieku p.n.e. Pitagorejczycy odkryli liczby niewymierne, zapoczątkowało to poważny problem logiczny: pewne wartości były nieporównywalne, co powodowało podważenie wielu matematycznych twierdzeń. Tzw. Aksjomat Archimedesa-Eudoksosa miał eliminować wielkości aktualnie nieskończenie wielkie i aktualnie nieskończenie małe. Jego brzmienie znamy z Księgi V, definicji 4. Elementów Euklidesa: Mówi się, że wielkości są w stosunku między sobą, jeśli jedna z nich zwielokrotniona, może przewyższyć drugą, a rozwinięty został w definicji 5: Mówi się, że wielkości są w tym samym stosunku, pierwsza do drugiej i trzecia do czwartej, jeśli wziąwszy równe wielokrotności pierwszej i trzeciej oraz równe wielokrotności drugiej i czwartej, otrzymujemy zależność: gdy wielokrotność pierwszej wielkości jest większa, równa lub mniejsza od wielokrotności trzeciej wielkości, to zależność pomiędzy wielokrotnością drugiej i wielokrotnością czwartej jest taka sama. Istotą tego rozwiązania, w obliczu zaistniałego kryzysu, był fakt, że może być stosowane zarówno dla wielkości wymiernych jak i niewymiernych, a matematyka po pewnym okresie zastoju mogła się dalej rozwijać.
Bezpośrednią kontynuacją prac nad teorią proporcji było rozwinięcie tzw. metody wyczerpywania. Pomimo że pierwszy przedstawił ją w swojej pracy Demokryt z Abdery dzięki Archimedesowi wiemy, że była dziełem Eudoksosa. Polegała ona na obliczaniu pól powierzchni figur płaskich i objętości figur przestrzennych. Już poprzednik Eudoksosa Antyfon próbował uzyskać przybliżone pole powierzchni koła poprzez wpisywanie w nie regularnych wielokątów o zwiększającej się liczbie boków. Jednak to dopiero Eudoksos był w stanie poprzeć dowodami dociekania poprzednika i przekuć je w zwartą teorię: 
- dla ostrosłupa – pojemność ostrosłupa jest jedną trzecią pojemności graniastosłupa o tej samej podstawie i równej wysokości,
- dla stożka – pojemność stożka jest jedną trzecią pojemności walca o tej samej podstawie i równej wysokości[11].

Z komentarzy Eutokiosa do prac Archimedesa wiadomo, że Eudoksos obok Hipokratesa, Archytasa i Menaichmosa był jednym z tych którzy przedstawili rozwiązanie Problemu Delijskiego. Pomimo faktu, że jego treść nie zachowała się do naszych czasów, z przekazu jasno wynika, że była rażąco niepoprawna. Większość badaczy podnosi jednak problem autentyczności zapisu. Ich argumentacja opiera się na tym, że Eudoksos był zbyt dobrym matematykiem aby popełnić tak trywialny błąd o jakim wspomina autor komentarza i przypisuje go raczej nieudolności kopisty i błędnemu przepisaniu tego co nie zostało poprawnie zrozumiałe.

### Astronomia
Pomimo znacznych osiągnięć na polu matematyki i geometrii to jednak astronomia jest tą dziedziną, z którą przeważnie kojarzony jest Eudoksos. Już w młodości podczas pobytu w egipskim Heliopolis dokonywał on obserwacji astronomicznych pod okiem tamtejszych kapłanów. Wiadomo również, że posiadał obserwatorium astronomiczne w rodzinnym Knidos, a jego poświęcenie pracy stało się w czasach antycznych wręcz anegdotyczne. Petroniusz w Satyriconie opisuje Eudoksosa jako uczonego, który zestarzał się na szczycie góry próbując odkryć prawidłowości rządzące nieboskłonem, co bardzo kontrastowało z postawami współziomków autora w czasach "upadku i dekadencji".
Żadna z jego prac nie dotrwała bezpośrednio do naszych czasów. Z późniejszych wzmianek wiadomo jednak, że to w traktacie O prędkościach przedstawił pierwszy teoretyczny model wyjaśniający ruchy ciał niebieskich przy wykorzystaniu twierdzeń geometrii sferycznej. Wzajemne przenikanie się filozofii i nauki w tamtym czasie sprawiło, że trudno było sobie wyobrazić coś prostszego i bardziej naturalnego dla ruchu planet, gwiazd, Słońca i Księżyca niż ruch okrężny. Przyjmuje się, że Eudoksos będąc poprzez swojego nauczyciela Archytasa pod wielkim wpływem filozofii pitagorejskiej, oparł swój model na sferze, która była uznawana przez Pitagorasa za figurę doskonałą. W modelu Eudoksosa ciała niebieskie poruszały się po współśrodkowych sferach, wirujących ze stałą prędkością wokół Ziemi, która tkwiła w miejscu ich wspólnego środka. Sfery obracały się wokół osi mających różne bieguny i były ze sobą połączone. Była to pierwsza w historii próba stworzenia całkowicie matematycznej teorii astronomicznej i to właśnie Eudoksos poprzez swój model koncentrycznych sfer przekształcił dotychczasowe osiągnięcia astronomiczne w naukę matematyczno-empiryczną.
Pomimo swojej geometrycznej precyzji, model został skrytykowany już przez starożytnych. Szybko zauważono, że jasność planet w ciągu roku zmienia się, co wskazuje na zmianę ich odległości w stosunku do Ziemi. Podczas gdy w modelu Eudoksosa każda z planet pozostawała w równym odstępie od środka układu. Kolejnym z zarzutów było nieuwzględnienie różnic w rozpiętości czasowej zjawiska retrogradacji. Do dziś pozostaje zagadką, czy Eudoksos wierzył w istnienie sfer, czy też traktował stworzoną przez siebie wizję jako model obliczeniowy. Pewne jest natomiast, że dzięki Arystotelesowi model geocentryczny, udoskonalony w międzyczasie o epicykl i ekwant przetrwał następne dwa tysiące lat.
Swoje obserwacje astronomiczne Eudoksos spisał w dwóch traktatach Enoptron (Zwierciadło) i Phaenomena (Zjawiska). Rozważanie tego samego zagadnienia w dwóch różnych pracach byłoby jednak odstępstwem od ówczesnej praktyki. Dlatego też przyjmuje się, że Phaenomena była po prostu wynikiem korekty wcześniejszego Enoptronu. W niecały wiek później na podstawie tej pracy powstał poemat napisany przez Aratosa z Soloj, który heksametrem opisał czterdzieści cztery konstelacje gwiazd. W renesansie poemat przetłumaczony został przez Jana Kochanowskiego na język polski.
Kolejny z traktatów Zanikanie Słońca mógł dotyczyć tematyki zaćmień słonecznych. Eudoksos próbował również wyznaczać wielkość ciał niebieskich. Wiedział, że Słońce jest większe od Ziemi, ale błędnie wyznaczył stosunek ich średnic na 9:1. Dzięki Witruwiuszowi wiemy, że w swoich pracach posługiwał się zegarem słonecznym.

### Geografia
Już podczas edukacji Eudoksosa w egipskim Heliopolis powstał pierwszy traktat astronomiczno-chronologiczny Octateris (Cykl ośmioletni) będący w zasadzie kalendarzem z obliczeniami meteorologicznymi. Zachował się do naszych czasów w licznych fragmentach cytowanych przez Censorinusa i Sekstusa Empiryka w Adversus Mathematicos (księga V). Znajomość astronomii sferycznej było również pomocne przy pisaniu kolejnego z traktatów Ges periodos (Opisanie Ziemi). Zachowało się około stu fragmentów, z których wiadomo, że Eudoksos systematycznie opisywał kolejne części znanego świata, dodając komentarz dotyczący ich historii, polityki i etnografii. W księdze I opisane zostały odległe zakątki Azji. W drugiej Egipt, który autor potraktował w specjalny sposób, opisując szczegółowo jego religię z pozycji bezsprzecznego znawcy zagadnienia. Księga IV obejmowała północne wybrzeże Morza Egejskiego z Tracją. Księga VI dotyczyła Grecji, a VII Italii ze szczególnym naciskiem na opisanie dorobku Pitagorejczyków. Z późniejszych przekazów wiadomo również, że Eudoksos obliczył obwód Ziemi.

### Etyka
Jak można przeczytać u Arystotelesa w Etyce nikomachejskiej, wprowadził również terminologię "fizyczną" do etyki. Pomimo iż sam Eudoksos był człowiekiem "wyjątkowej wstrzemięźliwości", twierdził, że przyjemność to najwyższe dobro i wszystkie stworzenia, łącznie z człowiekiem, do niej dążą. Pogląd ten zyskał sobie ogólną akceptację, ze względu na szacunek jakim się cieszył uczony. Z tym pozornym hedonizmem Eudoksosa polemizował Platon w Filebie (60.b-e) nie wymieniając go jednak z imienia. Istnieje domniemanie, że to właśnie sposób postrzegania i badania rzeczywistości tzn. konflikt pomiędzy apriorycznym idealizmem Platona, a empiryzmem Eudoksosa była przyczyną ich wzajemnej antypatii.